# Rudolf Reinecke
Johann Peter Rudolf Reinecke, auch Reincke, (* 22. November 1795 in Hamburg; † 14. August 1883 in Altona) war ein deutscher Seminarmusiklehrer, Musikpädagoge und Musiktheoretiker.

## Leben
Rudolf Reinecke war der Sohn eines Schumachers, der in armen Verhältnissen im Gängeviertel lebte. Die Anzahl der Mitglieder der ursprünglich großen Familie reduzierte sich aufgrund der Napoleonischen Kriege deutlich. Weitere Hintergründe zur Familiengeschichte sind nur unzureichend dokumentiert.
Reinecke besuchte eine Armenschule, lernte auf einer Klaviatur aus Pappe, ein Pianoforte zu spielen, bekam bei dem Türmer der Sankt Petrikirche Geigenunterricht und erhielt im Alter von 15 Jahren eine Stelle als Hilfslehrer in Altona. 1813 wechselte er als Unterlehrer nach St. Pauli, wo er während der Hamburger Franzosenzeit eine große Kirchenorgel vor den Feuern bewahrte, die die Besatzer entzündet hatten, um die Hamburger Vorstadt niederzubrennen.
Von 1814 bis 1816 arbeitete Reinecke als Hilfslehrer in Altona und bis 1819 als Hauslehrer in Hamburg. Anschließend unterrichtete er in Altona als Privatmusiklehrer und für einige Zeit an der Singschule von Ludwig Samuel Dietrich Mutzenbecher. 1822 heiratete er Johanna Henriette Dorothea Wetegrove, mit der er eine unbekannte Anzahl an Kindern hatte, darunter die Tochter Anna Johanna Elisabeth „Betty“ (* 1823) und den Komponisten Carl Reinecke.
Von 1822 bis 1829 übernahm Reinecke übergangsweise die Verwaltung der Kantorenstelle der Altonaer Hauptkirche. Nach dem Tod seiner ersten Ehefrau am 20. Dezember 1828 in Bad Segeberg heiratete er in zweiter Ehe 1836 Johanna Elisabeth Henriette Hubp. Aus der späteren Ehe stammten noch zumindest die Töchter Mathilde und Maria. 1844 erhielt er einen Ruf als Seminarmusiklehrer des Seminars für Schullehrer in Segeberg, wo er auch Privatunterricht erteilte.
Reinecke ging 1869 in Pension und zog erneut nach Altona, wo er bis Lebensende viel Privatunterricht gab.

## Bedeutung als Musiker und Pädagoge
Während seiner Zeit in Altona gründete Reinecke mehrere Vereine. Dazu gehörten 1825 die „Ältere Altonaer Liedertafel“ als erster Männergesangsverein der Stadt, 1827 der „Verein für gemischten Chorgesang“ und ein Männergesangsverein in Ottensen. Besonders hervorzuheben war die musikalische Leitung des „Apollo-Vereins“. Unter seiner Führung wurde der Verein zu einer der bedeutendsten kulturellen Organisation der Stadt zu Beginn des 19. Jahrhunderts, die Orchesterwerke darbot, die bis dahin in Altona nicht aufgeführt werden konnten.
Reinecke galt als sehr gefragter Lehrer für Klavier, Gesang und Musiktheorie, der selbst keine Werke schrieb. Zeitgenossen zogen Vergleiche mit Leopold Mozart. Reinecke verschaffte seinem Sohn Carl, den er selbst unterrichtete, internationale Anerkennung. Aus seiner Schülerschaft in der zweiten Hälfte des 19. Jahrhunderts gingen zahlreiche bedeutende Komponisten und Sänger hervor. Anhand der Kompositionen der Schülern ist zu erkennen, dass sie sich an zwei Lehrbüchern orientierten, die Reinecke geschrieben hatte.

## Werke
- Vorbereitender Unterricht in der Musik überhaupt und im Fortepiano-Spiel insbesondere; bestehend in Vorübungen zur Bildung des Gehörs, Taktgefühls, sowie der Hand und Finger. Altona 1834. uni-rostock.de.
- Harmonielehre oder Generalbaß für Seminaristen, Cantoren und Organisten. Segeberg 1865, 2. Aufl. Leipzig 1898, mit einer Vorrede von Carl Reinecke.